# Johannes Fröhlinger

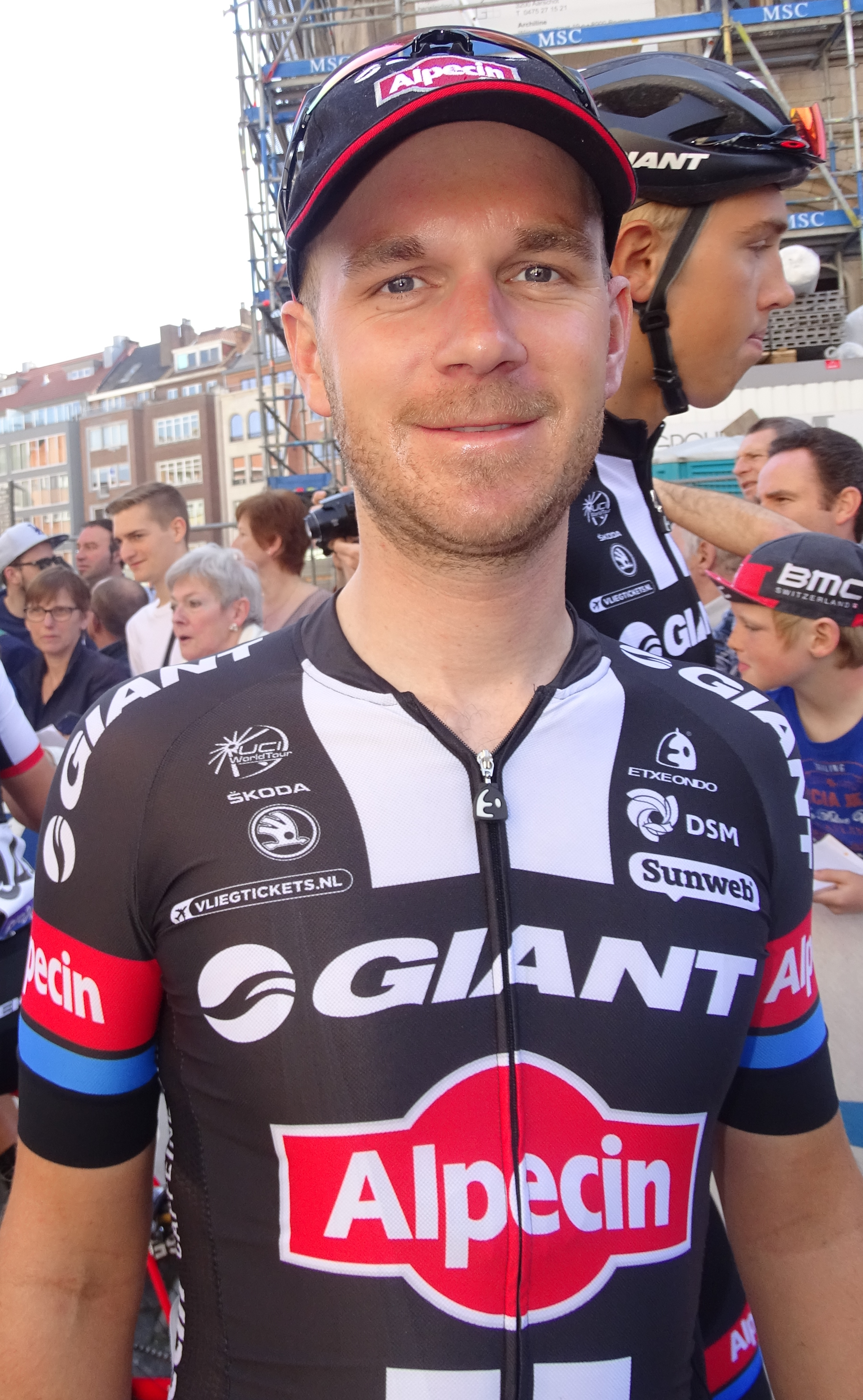
Johannes Fröhlinger, Team Giant-Alpecin (2015).

Johannes Fröhlinger (Gerolstein, 9 de junho de 1985) é um ciclista da Alemanha.